# Gerson de Castro Costa
Gerson de Castro Costa (Trindade, 2 de agosto de 1917 – Brasília, 17 de setembro de 1992) foi um advogado e político brasileiro, deputado federal por Goiás em duas ocasiões.
Estudou na Faculdade de Direito de Goiás em 1942, se tornou deputado estadual em 1947 do Partido Social Democrático (PSD). Foi eleito, pelo mesmo partido, deputado federal em 1958, e foi reeleito em 1962, da qual permaneceu até 1962. Durante seus mandatos, foi vice-líder do partido na Câmara dos Deputados do Brasil. Com a eclosão da ditadura militar no Brasil, se filou ao Movimento Democrático Brasileiro (MDB) em 1965. Depois de seu segundo mandato, retirou-se da vida política.
Em 1959, apresentou o projeto de lei 382/59 que, mais tarde, transformou-se em decreto do então presidente Juscelino Kubitschek, para a criação da Universidade Federal de Goiás.